# 弗克拉布鲁克县

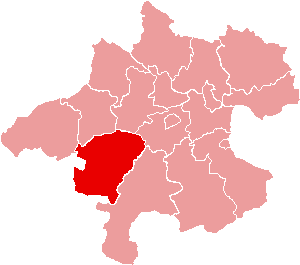
弗克拉布鲁克县在上奥地利州的位置

弗克拉布鲁克县（德語：Bezirk Vöcklabruck）是奥地利上奥地利州所辖的一个县。总面积1084.3平方公里，总人口126599，人口密度117人/平方公里（2001年）。行政中心位于弗克拉布鲁克。

## 行政区域
弗克拉布鲁克县辖有52个市镇。